# Політопне перегрупування
Політопне перегрупування (рос. политопная перегруппировка, англ. polytopal rearrangement) — 
1. Стереоізомеризаційне взаємоперетворення різних чи еквівалентних просторових угруповань лігандів довкола центрального атома або клітки з атомів, де ліганд чи клітка визначають вершини поліедра. Наприклад, пірамідальна інверсія амінів, псевдоротація Барі в PF5, перегрупування поліедральних боронів.
2. Взаємоперехід між різними політопними ізомерами, що побудовані за типом поліедрів і многокутників, пр., пірамідальна інверсія (піраміда → плоска форма, квадрат → тетраедр та ін.), серед яких частковим випадком є вироджені політопні перегрупування.